# Eugen Hermann von Dedenroth
Eugen Hermann von Dedenroth (* 5. März 1829 in Saarlouis; † 16. Oktober 1887 in Kötzschenbroda; auch E. H. von Dedenroth) war ein deutscher Schriftsteller. Er schrieb unter den Pseudonymen Eugen Hermann, Ernst Pitawall, Julius Roge und R. Wendelin.

## Leben

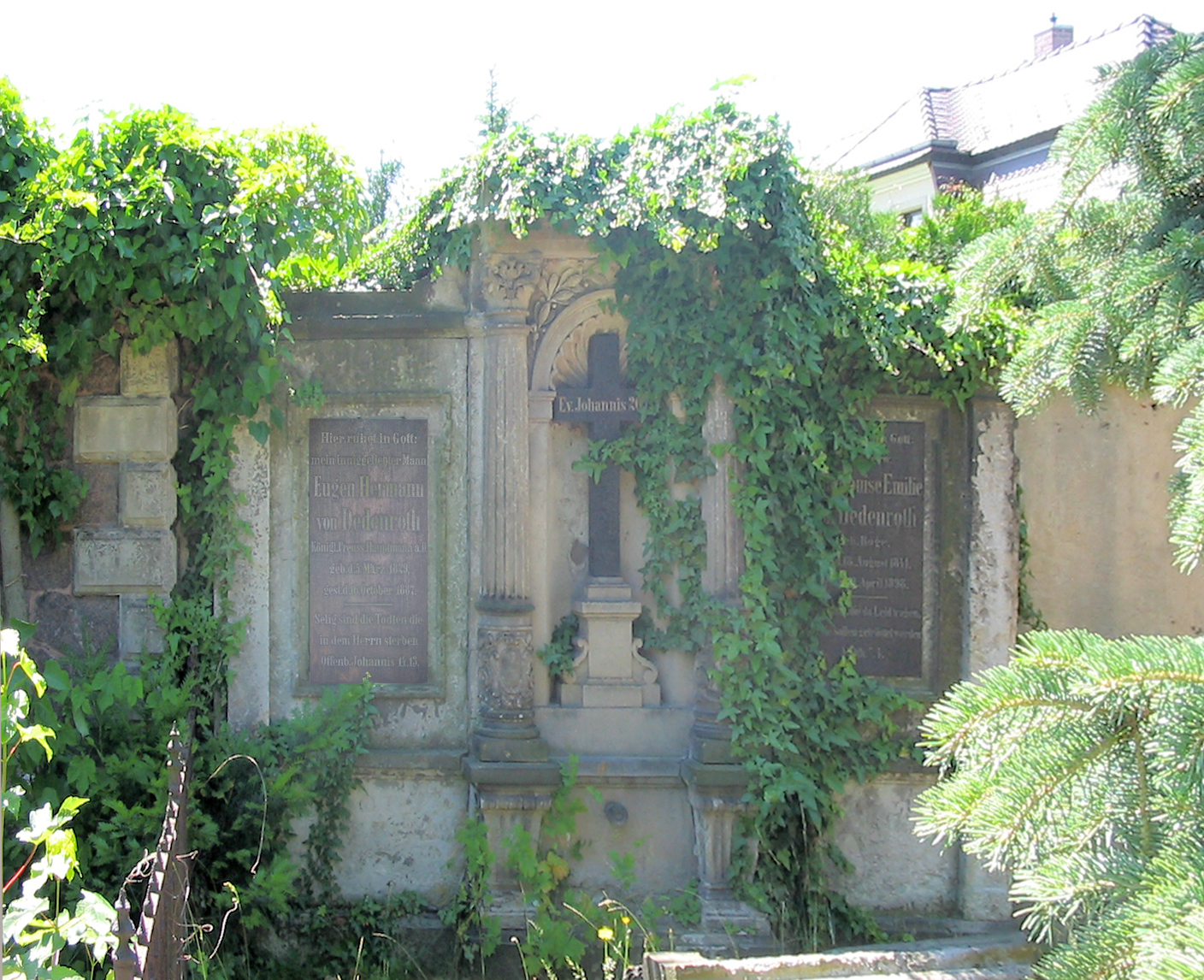
Grabmal von Dedenroth auf dem Friedhof Radebeul-West

Er war der Sohn des späteren preußischen Generalleutnants Friedrich von Dedenroth (1786–1850) und dessen Ehefrau Eugenie Luise Wilhelmine Karoline, geborene von Pirch (1807–1895). Aufgrund häufiger Versetzungen des Vaters besuchte er in Posen, Danzig und Berlin das Gymnasium. Dedenroth trat 1847 in das Kaiser Franz Grenadier-Regiment der Preußischen Armee ein. 1848 nahm er am Schleswig-Holsteinischen Krieg gegen Dänemark teil, in dessen Verlauf er zum Offizier befördert wurde. Die folgenden Jahre in der Garnison gaben Dedenroth Zeit für seine literarischen Neigungen, 1855 erschien sein erstes Gedicht Die Schöpfung.
1858 schrieb Dedenroth eine Novelle über Alexander von Humboldt, die von diesem negativ aufgenommen wurde, und Dedenroth zwang, seinen Abschied einzureichen, denn „Der Lieutenant von Dedenroth hat vom Ehrenrathe des Regiments einen Verweis bekommen, und im Aerger hierüber seinen Abschied begehrt und erhalten“, wie Karl August Varnhagen von Ense in seinen Tagebüchern notiert.
Dedenroth schrieb mit großem Erfolg erst unter dem Pseudonym Eugen Hermann, dann Ernst Pitawall zahlreiche Novellen, historische Romane, Erzählungen sowie Kriminalromane, was ihm zu einigem Wohlstand verhalf.
Trotz Abschied vom aktiven Militär brachte er es in der Gardelandwehr bis zum Hauptmann. 1866 führte Dedenroth während des Krieges gegen Österreich eine Landwehrkompanie in die Schlacht von Königgrätz. Ein Jahr später ließ er sich wegen eines Augenleidens pensionieren.
1873 zog er von Charlottenburg nach Kötzschenbroda (Meißner Straße 222), wo er seine schriftstellerische Arbeit fortsetzte und am 16. Oktober 1887 starb. Dedenroth wurde auf dem Friedhof Radebeul-West beerdigt. Seine 1893 verstorbene Witwe Luise Emilie geb. Roge wurde ebenfalls in dem großen Ehegrab beigesetzt.

## Werke (Auswahl)
- Glanz und Flitter. Gesellschaftsbilder aus der Gegenwart. Kollman, Leipzig 1856. (Digitalisat)
- Des Kaisers Polizei. Historischer Roman von Eugen Hermann. Kollmann, Leipzig 1858. (Digitalisat Band 1), (Band 2)
- Gesammelte Novellen und Skizzen. Kollmann, Leipzig 1858. 4 Bände. In Band 1: Ein Sohn Alexander’s von Humboldt oder der Indianer von Maypures.
- Bernhard Owen oder der Sohn des Magnetiseurs. Kollmann, Leipzig 1859.
- Robert Hammer. Eine Erzählung. 2 Bände. Leipzig 1860.
- Eine Deutsche Revolution oder der Carneval von 1848. 2 Bände. Kollmann, Leipzig 1860.
- Pole, Jude und Franzose oder: Die Königsfeinde.	Historisch-romantische Zeitgeschichte Friedrich Wilhelm's IV. Möser & Scherl, Berlin 1861. (Digitalisat Band 1), (Band 2), (Band 3)
- Lebensbilder. Novellen. Karafiat, Brünn 1862. (Digitalisat)
- Hermann, der erste Befreier Deutschlands. Romantische Geschichte für das deutsche Volk. Möser & Scherl, Berlin 1863. (Digitalisat Band 1), (Band 2), (Band 3)
- Boudoir und Salon. 3 Bände. Berlin 1863.
- Der Winterfeldzug in Schleswig-Holstein. 4 Bände. Schulze, Berlin 1864.

1. Band: Vom Executions-Beschluß bis zu den Danewerken. (Digitalisat)
2. Band: Von den Danewerken bis Kolding. (Digitalisat)
3. Band: Die Preußen vor den Schanzen und zur See. (Digitalisat)
4. Band: Belagerung und Sturm der Düppeler Schanzen. (Digitalisat)

- Die erste Liebe Augusts des Starken. Historische Novelle. Behrend, Berlin 1865. (Digitalisat)
- Maria Stuart. Historisch-romantische Geschichte der Zeit und des Lebens der Königin von Schottland. Dem Volke erzählt von Ernst Pitawall. 3 Bände. Große, Berlin 1865–1867.
- Der Brandstifter. (500,000 Thaler oder Fabrikarbeiter und Millionär) Volksthümliche Kriminalgeschichte der allerneusten Zeit. 4 Bände, ab 1868.
- Cleopatra, die schöne Zauberin vom Nil. Ägyptens wunderbarste Königin. 4 Bände. Große, Berlin 1869.
- Die schöne Creolin oder Herrin und Sklavin. Historisch-romantische Erzählung. 5 Bände. Große, Berlin 1869.
- Die Geliebte des Prinzen. Novelle. Brigl, Berlin 1870. (Digitalisat)
- Ein verrathenes Herz. Novelle von Ernst Pitawall. Der Mord im Nebenzimmer. Erzählung von Paul Parfait. Brigl, Berlin 1870. (Digitalisat)
- Der Händler von Nachod. Eine moderne Criminalgeschichte. Brigl, Berlin 1870. (Digitalisat)
- Die Baronin. Criminalgeschichte. Brigl, Berlin 1873. (Digitalisat Band 1), (Band 2)
- Die unglücklichen Frauen Heinrich des Achten von England und ihr schreckliches Ende auf dem Blutgerüst. Historisch-romantische Geschichte dem Volke erzählt. 5 Bände. Große. Berlin 1872.
- Jesuiten-Ränke. Moderne Criminalgeschichte. Berlin 1875.
- Aus dem Grabe gerettet. Novelle. Berlin 1877.
- Ein Drama aus dem Leben. Berlin 1877.
- Der Jäger von Königgrätz. Historische Erzählung aus dem Kriege im Jahre 1866. Große, Berlin 1880. (Digitalisat Band 1), (Band 3), (Band 5)
- Aus sturmbewegter Zeit. Novelle. Hillger; Berlin, Eisenach, Leipzig [o. J.; wohl 1897 posthum].